# Matrose wider Willen (1921)
Matrose wider Willen ist eine US-amerikanische Stummfilmkomödie aus dem Jahr 1921 von Fred C. Newmeyer mit Harold Lloyd und Mildred Davis in den Hauptrollen.

## Handlung
Ein junger Mann hat 20 Millionen Dollar geerbt und genießt den Luxus in einem exklusiven Badeort. Er geht zu einem Mädchen, das von mehreren Verehrern umworben wird, und fragt sie, ob sie ihn heiraten will. Sie schickt ihn zu ihrem Vater, einem hart arbeitenden Stahl-Unternehmer. Der Vater verlangt, dass sich der junge Mann eine Arbeit sucht, um zu beweisen, dass er etwas kann. Der junge Mann sieht ein Rekrutierungsplakat der US Navy und schreibt sich ein. Als der Vater eine Kreuzfahrt machen will, soll seine Tochter ihre Freunde einladen. Der junge Mann kann der Einladung nicht folgen, da er sich für eine Dienstzeit von drei Jahren verpflichtet hat. Der junge Mann hat auf dem Schiff Probleme mit dem Rowdy O’Rafferty. Doch als er die Schuld für dessen Verfehlung auf sich nimmt, werden die beiden Freunde.
Das Kreuzfahrtschiff erreicht das (fiktive) Königreich Khairpoura-Bhandanna. Das Mädchen und ihre Freunde wollen sich die Hauptstadt Aga Shahar Khairpura, die Stadt der tausend Spitzbuben, ansehen. Sie begegnet überraschend dem jungen Mann, dessen Schiff ebenfalls im Hafen angelegt hat und der mit O’Rafferty auf Landgang ist. Erfreut springt sie ihm in die Arme. Der Maharadscha hat ein Auge auf das Mädchen geworfen. Er lässt es entführen und in seinen Palast bringen. Mit List und Tücke kann der junge Mann sie befreien.
Später sind alle wieder auf ihren Schiffen. Mit Signalflaggen fragt der junge Mann das Mädchen, ob sie ihn heiraten wolle. Nach der Zustimmung ihres Vaters antwortet sie mit: Ich will.

## Produktion

### Hintergrund
Gedreht wurde der Film ab August 1921 im The Beverly Hills Hotel, am Topanga State Beach in Malibu sowie in den Hal-Roach-Studios in Culver City.

### Stab
Fred Guiol war der technische Direktor. Robert Israel unterlegte 2002 den Film bei einer Wiederaufführung mit einer neu arrangierten Filmbegleitung.

### Besetzung
In kleinen, nicht im Abspann erwähnten Nebenrollen traten William Gillespie, Fred Guiol und Jobyna Ralston auf.
Für Harold Lloyd war es der erste Langfilm.

## Veröffentlichung
Die Premiere des Films fand am 25. Dezember 1921 statt. Im Deutschen Reich kam er am 12. Januar 1925 in die Kinos. In der Bundesrepublik Deutschland wurde er am 10. Februar 1980 im deutschen Fernsehen ausgestrahlt. Er wurde auch unter dem Titel Selbst ist der Matrose gezeigt.

## Kritiken
Der Filmkritiken-Aggregator Rotten Tomatoes hat in einer Auswertung ein Publikumsergebnis von 53 Prozent positiver Bewertungen ermittelt.
Das Lexikon des internationalen Films schrieb: „Obwohl nicht als abendfüllender Spielfilm konzipiert, überzeugt Lloyds erster Langfilm durch seine geschickte Steigerung origineller Gagsequenzen.“